# Анамоса (Айова)
Анамоса (англ. Anamosa) — місто (англ. city) в США, в окрузі Джонс штату Айова. Населення — 5450 осіб (2020).

## Географія
Анамоса розташована за координатами 42°6′36″ пн. ш. 91°16′32″ зх. д. / 42.11000° пн. ш. 91.27556° зх. д. (42.110000, -91.275476).  За даними Бюро перепису населення США в 2010 році місто мало площу 6,76 км², з яких 6,73 км² — суходіл та 0,03 км² — водойми.

## Демографія
Згідно з переписом 2010 року, у місті мешкали 5533 особи в 1941 домогосподарстві у складі 1163 родин. Густота населення становила 818 осіб/км².  Було 2105 помешкань (311/км²).
Расовий склад населення:
| - 91,1 % — білих - 6,4 % — чорних або афроамериканців - 0,7 % — азіатів - 0,4 % — корінних американців |

До двох чи більше рас належало 0,9 %. Частка іспаномовних становила 2,0 % від усіх жителів.
За віковим діапазоном населення розподілялося таким чином: 19,6 % — особи молодші 18 років, 63,2 % — особи у віці 18—64 років, 17,2 % — особи у віці 65 років та старші. Медіана віку мешканця становила 39,6 року. На 100 осіб жіночої статі у місті припадало 131,5 чоловіків;  на 100 жінок у віці від 18 років та старших — 139,5 чоловіків також старших 18 років.
Середній дохід на одне домашнє господарство  становив 49 160 доларів США (медіана — 41 092), а середній дохід на одну сім'ю — 60 798 доларів (медіана — 55 914). Медіана доходів становила 48 257 доларів для чоловіків та 32 321 долар для жінок. За межею бідності перебувало 19,6 % осіб, у тому числі 24,0 % дітей у віці до 18 років та 9,2 % осіб у віці 65 років та старших.
Цивільне працевлаштоване населення становило 1878 осіб. Основні галузі зайнятості: освіта, охорона здоров'я та соціальна допомога — 26,9 %, виробництво — 16,2 %, роздрібна торгівля — 11,6 %, мистецтво, розваги та відпочинок — 9,2 %.